# Janelas em fita

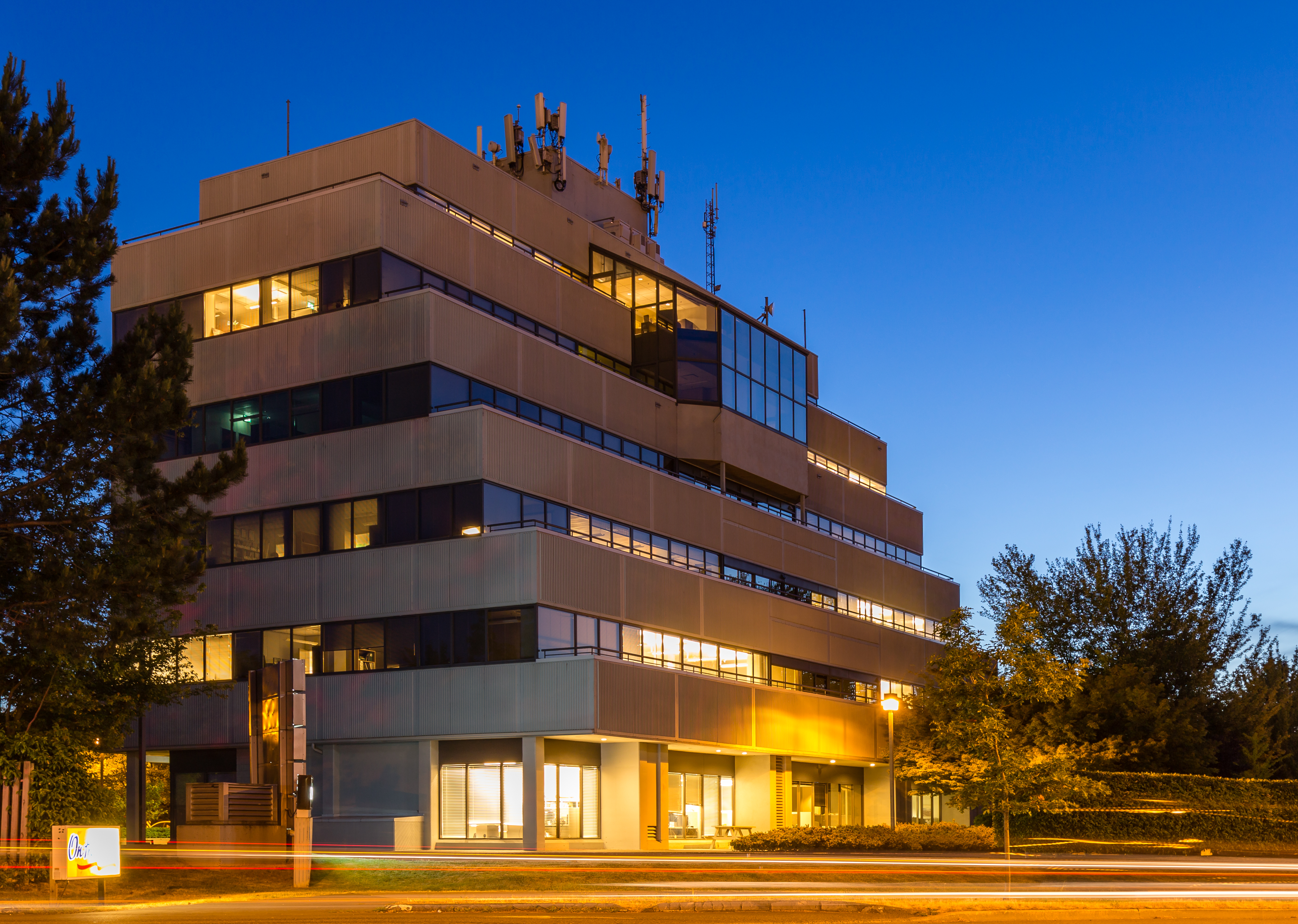
Janelas em fita em um edifício.

Janelas em fita é um dos cinco pontos da Nova Arquitetura propostos por Le Corbusier. Consiste na total cobertura da fachada de um edifício com uma fita composta por janelas horizontais contínuas, sem afetar diretamente a estrutura.
A janela em fita é um dos cinco pilares da arquitetura nova do século XX, junto ao pilotis, terraço jardim, planta e fachadas livres, proporcionando grande ventilação e iluminação internas (esta última, pela entrada da luz natural).